# Princeton (Missouri)
Princeton és una població dels Estats Units a l'estat de Missouri. Segons el cens del 2000 tenia 1.047 habitants.

## Demografia
Segons el cens del 2000, Princeton tenia 1.047 habitants, 499 habitatges, i 271 famílies. La densitat de població era de 254,2 habitants per km².
Dels 499 habitatges en un 26,1% hi vivien nens de menys de 18 anys, en un 41,1% hi vivien parelles casades, en un 8,8% dones solteres, i en un 45,5% no eren unitats familiars. En el 42,9% dels habitatges hi vivien persones soles el 30,1% de les quals corresponia a persones de 65 anys o més que vivien soles. El nombre mitjà de persones vivint en cada habitatge era de 2,05 i el nombre mitjà de persones que vivien en cada família era de 2,79.
Per edats la població es repartia de la següent manera: un 22,7% tenia menys de 18 anys, un 7,3% entre 18 i 24, un 21,7% entre 25 i 44, un 19,9% de 45 a 60 i un 28,5% 65 anys o més.
L'edat mediana era de 44 anys. Per cada 100 dones de 18 o més anys hi havia 75,1 homes.
La renda mediana per habitatge era de 27.059 $ i la renda mediana per família de 39.125 $. Els homes tenien una renda mediana de 29.583 $ mentre que les dones 19.327 $. La renda per capita de la població era de 15.485 $. Entorn del 14,3% de les famílies i el 17,3% de la població estaven per davall del llindar de pobresa.

## Poblacions més properes
El següent diagrama mostra les poblacions més properes.